# Sidi Abdeljalil
Sidi Abdeljalil  (in arabo سيدي عبد الجليل‎?) è un centro abitato e comune rurale del Marocco situato nella provincia di Essaouira, regione di Marrakech-Safi. Conta una popolazione di 6 618 abitanti (censimento 2014).